# Hymnemodus
Hymnemodus, französisch Hymnemode (* 455; † nach dem 3. Januar 516) war ein burgundischer Mönch und erster Abt des Klosters Saint-Maurice. Er wird in der katholischen Kirche als Heiliger verehrt. Sein Gedenktag ist der 3. Januar. Andere Namensformen sind Hymnemundus, Hymnemondus oder Hynnemond.

## Leben
Hymnemodus war Beamter am Hof des Burgundenkönigs Gundobad. Ungeachtet der Einwände des arianischen Gundobad trat er in das bei Vienne an der Isère gelegene Kloster Grigny ein und wurde dessen Abt. Als Gundobads Sohn Sigismund nach seiner Konversion zum Katholizismus im Jahr 515 das Kloster Saint-Maurice stiftete, bat er Hymnemodus, erster Abt des Klosters zu werden. Der Burgundenkönig wollte damit seine Untertanen bewegen, sich vom Arianismus abzuwenden und ebenfalls zur katholischen Kirche zu konvertieren.